# Sorex camtschatica
Sorex camtschatica là một loài động vật có vú trong họ Chuột chù, bộ Soricomorpha. Loài này được Yudin mô tả năm 1972.